# 射有限群
数学において射有限群（しゃゆうげんぐん、英語: pro-finite group）あるいは副有限群（ふくゆうげんぐん）は、有限群の射影系の極限になっているような位相群である。ガロア群やp-進整数を係数とする代数群など、数論的に興味深い様々な群が射有限群の構造を持つ。
射有限群は完全不連結でコンパクトなハウスドルフ位相群として定義される。同値な定義として、離散有限群の成す射影系（逆系）の射影極限（逆極限）として得られる位相群に同型であるような群を射有限群と定めるいうこともできる。

## 例
- 有限群は離散位相に関して射有限である。
- p-進整数全体の成す加法群 Zp は射有限である（実際にはさらに射巡回的である）。この群は、n を全ての自然数を亘って動かすとき、有限群 Z/pnZ とそれらの間の自然な射影 Z/pnZ → Z/pmZ (n ≥ m) が成す射影系の射影極限になっており、この群の射有限群としての位相はZp 上の p-進付値から定まる位相と一致する。
- 体の無限次拡大のガロア理論では、射有限なガロア群が自然に現れる。具体的に、L/K を（無限次元の）ガロア拡大とし、K の元を動かさない L 上の体自己同型全体の成す群 G = Gal(L/K) を考える。この無限ガロア群は、F が F/K が有限次ガロア拡大であるような L/K の中間体すべてを亘るとき、有限ガロア群 Gal(F/K) が成す射影系の逆極限である。この射影系における射は、F2 ⊆ F1 なるとき、制限準同型 Gal(F1/K) → Gal(F2/K) で与えられる。得られる Gal(L/K) の位相はヴォルフガンク・クルルに因んでクルル位相 (Krull topology) として知られる。ウォーターハウスは「任意の」射有限群が、「ある」体 K 上のガロア群に同型なる群として得られることを示した[1]が、このとき具体的にどのような体 K を選べばよいか決定する方法はいまだ知られていない。事実、多くの体 K で、どのような有限群が体 K 上のガロア群として得られるかということは一般にははっきりしない。このような問題は体 K に対するガロアの逆問題と呼ばれる（複素一変数の有理函数体のように、ガロアの逆問題が解決されている体もある）。
- 代数幾何学において考察される基本群もまた射有限である。これは大雑把に言って、代数的には代数多様体の有限被覆だけしか「見る」ことができないということを反映するものであり、代数的位相幾何学における基本群は一般には射有限ではない。

## 性質および事実
- 射有限群の（任意濃度の）直積群はふたたび射有限である。また、射有限群とその間の連続群準同型からなる逆系の逆極限は射有限となり、逆極限函手は射有限群の圏の完全函手である。さらに言えば、射有限であることは拡張性質 (extension property) である。
- 射有限群の任意の閉部分群はそれ自身が射有限であり、その射有限群としての位相は相対位相に一致する。また、N が射有限群 G の正規閉部分群ならば、剰余群 G/N は射有限であり、その射有限群としての位相は商位相に一致する。
- 任意の射有限群 G はコンパクトであるから、G 上に標準的なハール測度が一意に存在して、G の部分集合の「大きさ」を測ったりある種の確率を計算したり、G 上の有界函数の積分値や畳み込み積を考えたりすることができる。
- 射有限群の部分群が開となるのは、それが指数有限なる閉部分群であるときであり、かつそのときに限る。
- ニコライ・ニコロフとダン・ジーゲルの定理に従えば、任意の位相的に有限生成な（つまり稠密な有限生成部分群を持つ）射有限群において、指数有限なる部分群は開である。これは、先に得られていたジャン＝ピエール・セールによる射 p-群に対する類似の結果を一般化するものになっている。証明には有限単純群の分類が用いられた。
- 上述のニコロフ-ジーゲルの結果の簡単な系として、射有限群 G と H の間の「任意の」（抽象群としての代数的な）全射準同型 φ: G → H は G が位相的に有限生成である限り連続であることがわかる。実際、H の任意の開部分群は指数有限であるから、その G における原像も指数有限であり、したがってそれは開でなければならない。
- G と H はともに位相的に有限生成な射有限群で、抽象群として互いに同型であると仮定し、その同型射を ι: G → H とする。このとき ι は全単射かつ上述の結果から連続であり、さらに ι−1 も連続となるので、ι は同相写像である。ゆえに、位相的有限生成な射有限群の位相はその「代数的」構造によって一意的に決定される。

## 射有限完備化
任意に与えられた群 G に対して、G の射有限完備化 (profinite completion) と呼ばれる射有限群 G^ を考えることができる。これは、N が G の指数有限な正規部分群全体を亘るとき、剰余群 G/N が（正規部分群の包含関係で与えられる半順序構造を移行することにより導かれる剰余群の間の自然な準同型に関して）成す逆系の射影極限として定義される。このとき、自然な準同型 η: G → G^ が存在して、この準同型による G の像は G^ において稠密である。この準同型 η が単射となるのは、群 G が剰余有限(en)である（N が指数有限なる正規部分群すべてを亘る共通部分が自明、つまり
{\displaystyle \bigcap N=1}
が成立する）ときであり、かつそのときに限る。また、準同型 η は次のような普遍性によって特徴付けられる。すなわち、任意の射有限群 H と任意の群準同型 f: G → H が与えられたとき、連続群準同型 g: G^ → H で f = gη を満たすものが一意的に存在する。

## 入射有限群
射有限群の圏論的な意味での双対として、入射有限群 (ind-finite group) の概念が有限群の成す帰納系（順系）の帰納極限（直極限）となる群として定められる。事実としてこの条件は、任意の有限生成部分群が有限であるという条件に同値であり、通常は入射有限とは言わず、局所有限であるという。
ポントリャーギン双対を用いれば、可換な射有限群は局所有限な離散可換群の双対になっていることが見てとれる。後者の群はちょうど可換なねじれ群（任意の元がねじれ元であるような群）である。